# Granulhepomidion
Granulhepomidion is een kevergeslacht uit de familie van de boktorren (Cerambycidae). De wetenschappelijke naam van het geslacht werd voor het eerst geldig gepubliceerd in 1958 door Breuning.

## Soorten
Granulhepomidion is monotypisch en omvat slechts de volgende soort:
- Granulhepomidion granulipenne (Breuning, 1953)